# لیفت‌بک

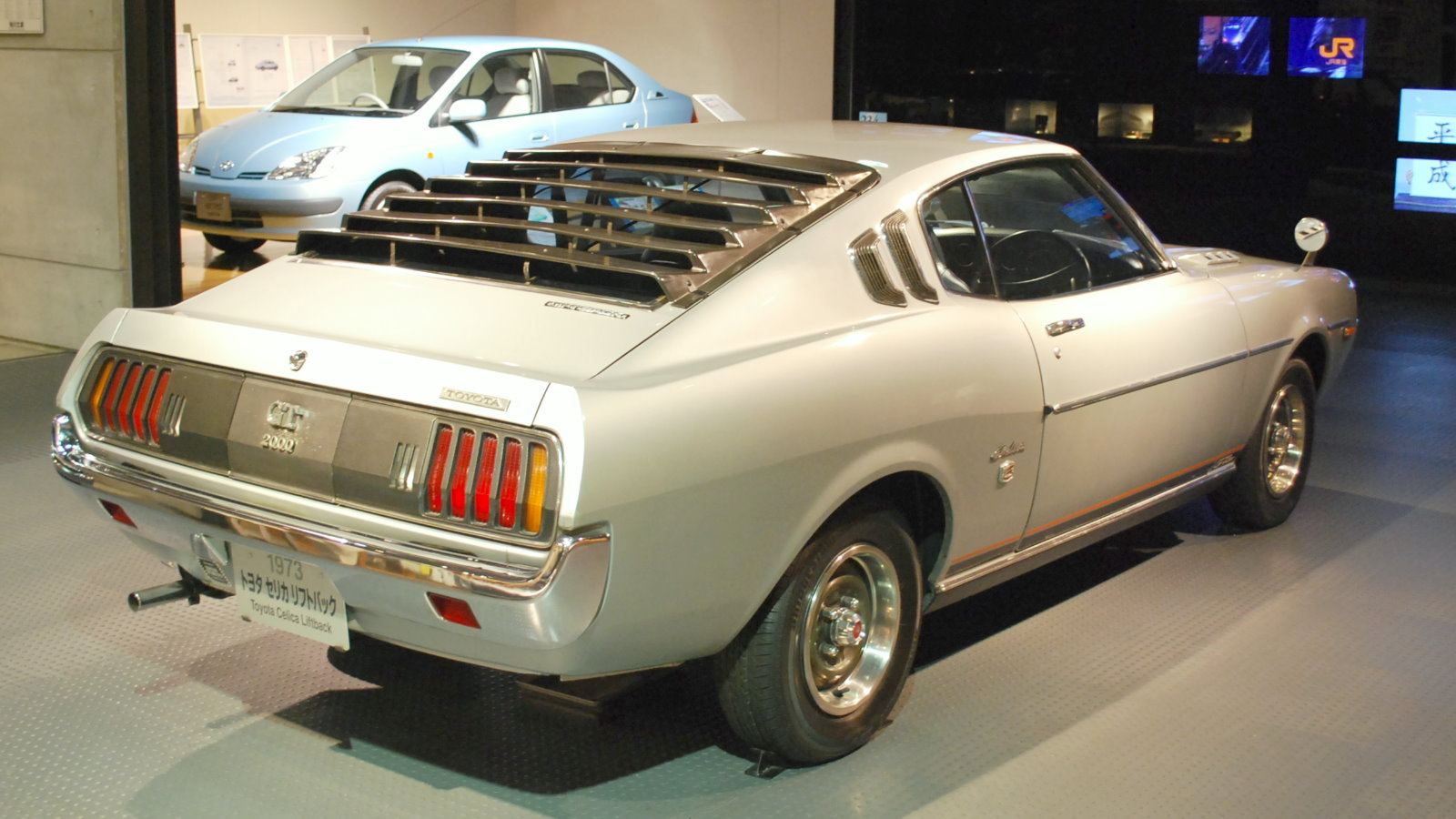
تویوتا سلیکا ۱۹۷۳ - اولین «لیفت‌بک» جهان - که در این مورد یک هاچ‌بک به سبک فست‌بک است.

لیفت‌بک (به انگلیسی: Liftback) گونه‌ای از هاچ‌بک با سقف شیب‌دار بین ۴۵ تا ۵ درجه است. طرح‌های هاچ‌بک سنتی معمولاً شیب ۹۰ تا ۴۶ درجه در در عقب یا در قسمت عقب دارند. به این ترتیب لیفت‌بک اساساً یک هاچ‌بک با سقفی شیب‌دارتر است که از نظر ظاهری شبیه به خودروهای سدان است. برخی از لیفت‌بک‌ها همچنین ممکن است ظاهری شبیه به خودروهای کوپه داشته باشند، اما با در عقب لولا شده در سقف که برای باز شدن به سمت بالا می‌رود.
طراحی لیفت‌بک ترکیبی از تطبیق پذیری یک هاچ‌بک معمولی و آیرودینامیک یک سدان است. لیفت‌بک‌ها اغلب فضای بار بیشتری را نسبت به هاچ‌بک و سدان معمولی ارائه می‌دهند، اما با این حال باز هم در مقایسه با مدل استیشن واگن فضای بار کمتری دارند.

## تاریخچه
در سال ۱۹۷۳، تویوتا اصطلاح لیفت‌بک را برای توصیف تغییرات سقف شیبدار سلیکا با در عقب لولا شده در سقف اختراع کرد، برخلاف مدل معمولی کوپه سقف سخت که سه سال قبل معرفی شد. از آنجایی که خط شیب سقف در این خودرو بدون وقفه است، می‌توان آن را به عنوان یک هاچ‌بک به سبک فست‌بک نیز تعریف کرد.

## لیفت‌بک در مقابل فست‌بک

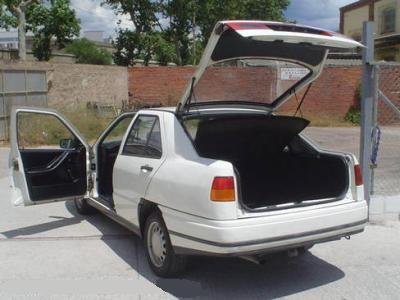
سیات تولدو لیفت‌بک مدل ۱۹۹۱. دقت کنید که چگونه در عقب از سقف لولا شده و شیشه عقب به همراه بقیه در عقب بلند می‌شود. این خودرو فست‌بک به‌شمار نمی‌آید زیرا شیب بدون وقفه در خط سقف ندارد.

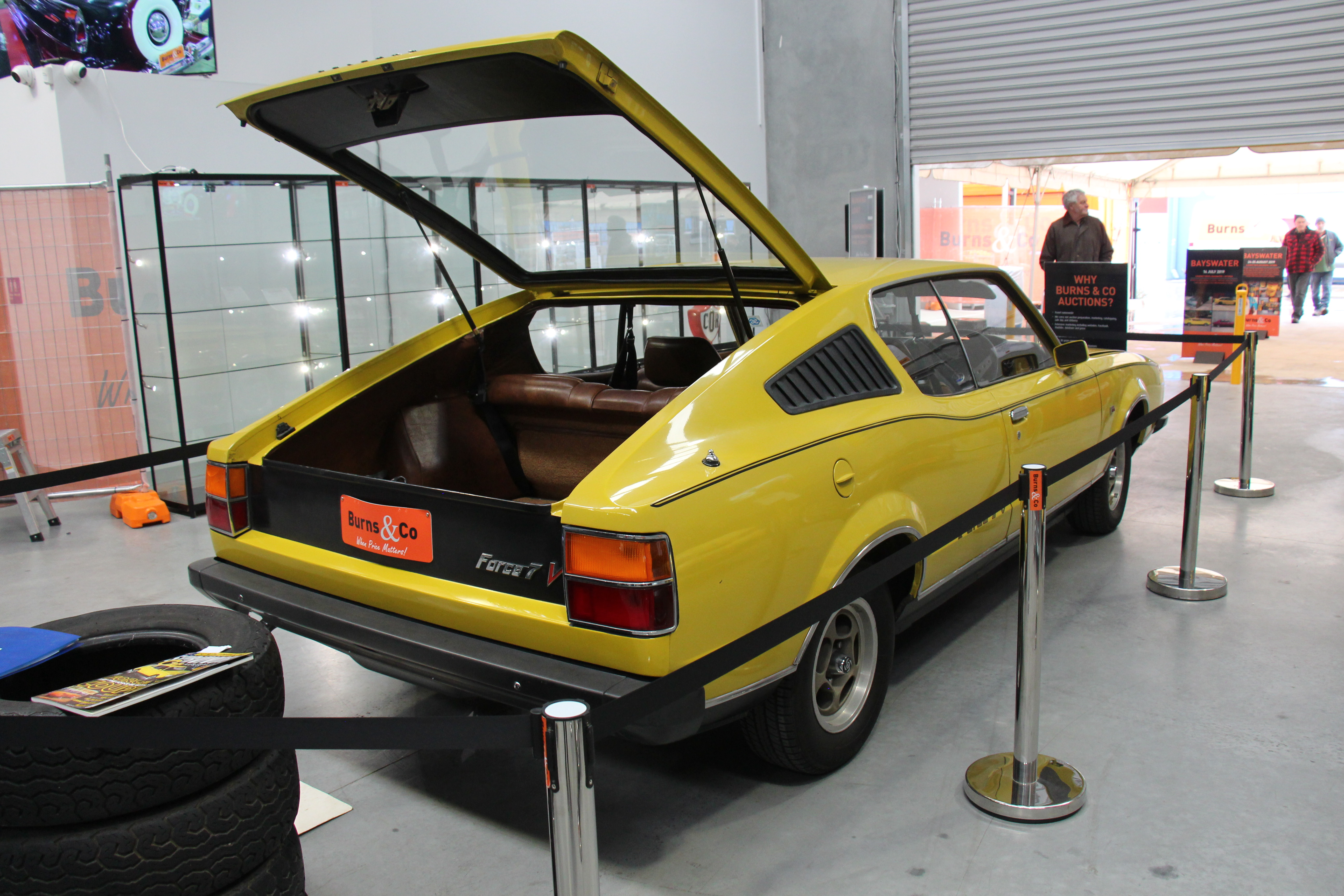
لیلاند پی۷۶ ۱۹۷۴. می‌توان آن را هم یک لیفت‌بک (در عقب از سقف لولا شده) و هم یک فست‌بک (خط سقف به‌صورت یک شیب بدون وقفه) در نظر گرفت.

اصطلاح فست‌بک با لیفت‌بک قابل تعویض نیست. لیفت‌بک به خودرویی گفته می‌شود که در عقب آن در سقف لولا شده‌است؛ در حالی که فست‌بک یک اصطلاح در سبک طراحی خودرو است که برای توصیف هر خودرویی با شیب بدون وقفه در خط سقف از انتهای سقف تا سپر عقب استفاده می‌شود؛ بنابراین اگرچه برخی از لیفت‌بک‌ها فست‌بک هستند، اما لزوماً همه لیفت‌بک‌ها فست‌بک نیستند. علاوه بر این، در برخی از فست‌بک‌ها در عقب از پایین شیشه عقب لولا شده و در هنگام باز شدن در عقب، شیشه عقب در جای خود ثابت است که این خلاف ویژگی‌های یک لیفت‌بک است.
برخی احساس می‌کنند شیب شیشه عقب یک عامل تعیین‌کننده کلیدی در اصطلاح لیفت‌بک است که در آن در عقب یا صندوق به صورت افقی زاویه‌دار است. در نتیجه، در برای باز شدن بیشتر به سمت بالا می‌رود تا باز شود.